# ジョン・ダグラス (第9代クイーンズベリー侯爵)

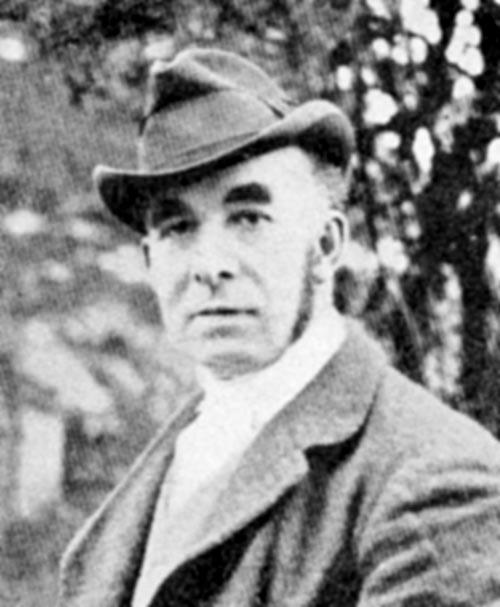
第9代クイーンズベリー侯ジョン・ダグラス

第9代クイーンズベリー侯爵ジョン・ショルト・ダグラス（英: John Sholto Douglas, 9th Marquess of Queensberry、1844年7月20日 - 1900年1月31日）は、イギリスの貴族。
近代ボクシングのルールを定めた「クイーンズベリー・ルール」の制定に貢献した。

## 経歴

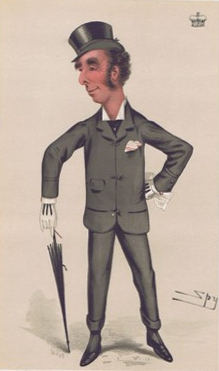
クイーンズベリー侯の似顔絵（1877年の『バニティ・フェア』誌）

1844年7月20日にスコットランド貴族の第8代クイーンズベリー侯爵アーチボルド・ダグラスとその妻キャロライン・マーガレット(第5代準男爵サー・ウィリアム・クライトンの娘)の長男としてイタリア・フィレンツェに生まれる。
1858年に父が死去し、クイーンズベリー侯爵位以下4つのスコットランド貴族爵位を継承した。1859年から1864年まで王立海軍に入隊していた。
ボクシングの愛好家であり、1867年にはジョン・グラハム・チェンバースを後援してボクシングに「クイーンズベリー・ルール」を作らせ、その保証人となった。このルールによって、3分戦って1分休むラウンド制、グローブの着用義務、審判の判定による勝敗決定、レスリング禁止など現在のボクシングの形が定められた。
1872年から1880年にかけてスコットランド貴族の貴族代表議員として貴族院議員を務める。
1895年にはオスカー・ワイルドと三男アルフレッド・ダグラス卿の同性愛の関係を引き裂くべく、同性愛者として糾弾するカードをワイルドに送ったが、ワイルドはクイーンズベリー侯を名誉棄損で訴えて裁判となった。しかし裁判はワイルドの生活の実態を明らかにしたクイーンズベリー侯に有利に進み、結局ワイルドは訴えを取り下げた。その裁判で同性愛が明らかになったとしてワイルドは逮捕され、その後の刑事裁判で有罪判決を受けている。
1900年1月31日にロンドンで死去。爵位は次男パーシー・ダグラスが継承した。

## 栄典

### 爵位
1858年8月6日の父の死により以下の爵位を継承した。
- 第9代クイーンズベリー侯爵 (9th Marquess of Queensberry)
(1682年2月11日の勅許状によるスコットランド貴族爵位)
- 第11代クイーンズベリー伯爵 (11th Earl of Queensberry)
(1633年6月13日の勅許状によるスコットランド貴族爵位)
- 第11代ドラムランリグ子爵 (11th Viscount Drumlanrig)
(1628年4月1日の勅許状によるスコットランド貴族爵位)
- ホーイック＝ティバーズの第11代ダグラス卿 (11th Lord Douglas of Hawick and Tibbers)
(1628年4月1日の勅許状によるスコットランド貴族)
- (キルヘッドの)第8代準男爵（英語版） (8th Baronet, styled "of Kelhead")
(1668年2月20日の勅許状によるノバスコシア準男爵位)

## 家族
1866年にシビル・モントゴメリー(1845-1935)と結婚し、彼女との間に以下の4男1女を儲ける。
- 長男フランシス・アーチボルド・ダグラス (1867-1894)、儀礼称号でドラムランリグ子爵。自由党の政治家。初代キルヘッド男爵に叙される。銃の事故で父に先立って死去
- 次男パーシー・ショルト・ダグラス(1868-1920)、第10代クイーンズベリー侯爵位を継承
- 三男アルフレッド・ブルース・ダグラス (1870-1945)、作家。
- 四男ショルト・ジョージ・ダグラス (1872-1942)
- 長女エディス・ガートルード・ダグラス (1874-1963)、セント・ジョージ・レーン・フォックス・ピットと結婚